# Volta ao Algarve de 2012
A 38ª edição da prova de Ciclismo de estrada Volta ao Algarve realizou-se de 15 a 19 de Fevereiro de 2012. A prova fez parte do calendário do UCI Europe Tour, classificada como categoria 2.1.

## Equipas Participantes
| N.    | Equipa                  |
| ----- | ----------------------- |
| 01-08 | Omega Pharma-Quick Step |
| 11-18 | RadioShack-Nissan       |
| 21-28 | Movistar                |
| 31-38 | Sky                     |
| 41-48 | Rabobank                |
| 51-58 | Lotto-Belisol           |
| 61-68 | AG2R La Mondiale        |
| 71-78 | BMC                     |
| 81-88 | Garmin                  |
| 91-98 | Saxo Bank               |

| N.      | Equipa              |
| ------- | ------------------- |
| 101-108 | Vacansoleil-DCM     |
| 111-118 | Topsport Vlaanderen |
| 121-128 | Caja Rural          |
| 131-138 | RusVelo             |
| 141-148 | UnitedHealthcare    |
| 151-159 | An Post-Sean Kelly  |
| 161-168 | Efapel-Glassdrive   |
| 171-180 | Onda                |
| 181-188 | Carmim-Prio         |
| 191-198 | LA-Antarte          |

## Classificação das Etapas
| #        | Data         | Percurso                      | km         | Vencedor da Etapa    | Líder da Geral       |
| -------- | ------------ | ----------------------------- | ---------- | -------------------- | -------------------- |
| 1ª Etapa | 15 Fevereiro | Dunas Douradas - Albufeira    | 151,0      | Gianni Meersman      | Gianni Meersman      |
| 2ª Etapa | 16 Fevereiro | Faro - Lagoa                  | 187,5      | Edvald Boasson Hagen | Edvald Boasson Hagen |
| 3ª Etapa | 17 Fevereiro | Castro Marim - Alto do Malhão | 194,6      | Richie Porte         | Richie Porte         |
| 4ª Etapa | 18 Fevereiro | Vilamoura - Tavira            | 186,3      | Gerald Ciolek        | Richie Porte         |
| 5ª Etapa | 19 Fevereiro | Lagoa - Portimão              | 25,8 (CRI) | Bradley Wiggins      | Richie Porte         |

### Classificação Geral Final
|    | Ciclista              | País           | Equipa                  |    | Tempo            |
| -- | --------------------- | -------------- | ----------------------- | -- | ---------------- |
| 1  | Richie Porte          | Austrália      | Sky                     | em | 19 h 02 min 43 s |
| 2  | Tony Martin           | Alemanha       | Omega Pharma-Quick Step | +  | 37 s             |
| 3  | Bradley Wiggins       | Reino Unido    | Sky                     |    | 44 s             |
| 4  | Jurgen Van Den Broeck | Bélgica        | Lotto-Belisol           |    | 50 s             |
| 5  | Rui Costa (ciclista)  | Portugal       | Movistar                |    | 58 s             |
| 6  | Tiago Machado         | Portugal       | RadioShack-Nissan       |    | 1 min 02 s       |
| 7  | Tejay van Garderen    | Estados Unidos | BMC                     |    | 1 min 13 s       |
| 8  | Andrew Talansky       | Estados Unidos | Garmin                  |    | 1 min 14 s       |
| 9  | Johnny Hoogerland     | Países Baixos  | Vacansoleil-DCM         |    | 1 min 33 s       |
| 10 | Gianni Meersman       | Bélgica        | Lotto-Belisol           |    | 1 min 39 s       |

## Evolução das Classificações
| Etapa                 | Vencedor              | Classificação Geral · | Classificação Montanha · | Classificação Metas Volantes · | Classificação Pontos · | Classificação Equipas |
| --------------------- | --------------------- | --------------------- | ------------------------ | ------------------------------ | ---------------------- | --------------------- |
| 1                     | Gianni Meersman       | Gianni Meersman       | Karsten Kroon            | Karsten Kroon                  | Gianni Meersman        | AG2R La Mondiale      |
| 2                     | Edvald Boasson Hagen  | Edvald Boasson Hagen  | Karsten Kroon            | Raúl Alarcón                   | Matti Breschel         | Vacansoleil-DCM       |
| 3                     | Richie Porte          | Richie Porte          | Sérgio Sousa             | Raúl Alarcón                   | Matti Breschel         | Movistar              |
| 4                     | Gerald Ciolek         | Richie Porte          | Sérgio Sousa             | Raúl Alarcón                   | Edvald Boasson Hagen   | Movistar              |
| 5                     | Bradley Wiggins       | Richie Porte          | Sérgio Sousa             | Raúl Alarcón                   | Edvald Boasson Hagen   | Sky                   |
| Classificações finais | Classificações finais | Richie Porte          | Sérgio Sousa             | Raúl Alarcón                   | Edvald Boasson Hagen   | Sky                   |